# Larisa Tsagarayeva
Larisa Viktorovna Tsagarayeva est une escrimeuse soviétique née le 4 octobre 1958 à Ordjonikidze. Elle a notamment remporté une médaille d'argent olympique par équipes en fleuret.

## Palmarès

### Jeux olympiques
- Médaille d'argent en fleuret par équipe aux Jeux olympiques de 1980 à Moscou

### Championnats du monde
- Médaille d'or en fleuret par équipe aux Championnats du monde 1981 à Clermont-Ferrand